# Valsos op. 34 (Chopin)

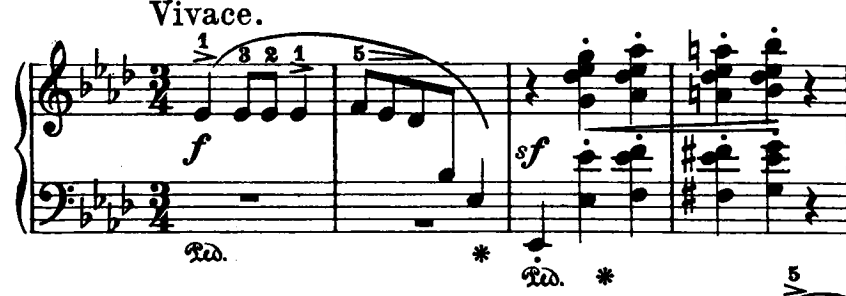

Els tres Valsos op. 34, van ser compostes per Frédéric Chopin entre 1834 i 1838 i publicats el 1838 amb el títol de Grans valsos brillants. Amb el temps, aquest títol ha quedat reservat per al Vals en mi bemoll major, op. 18.
1) Vals en la bemoll major, op. 34, núm. 1
És un dels valsos de Chopin més llargs. En la tonalitat de la bemoll major. La peça s'introdueix amb una fanfàrria abans de la modulació a re bemoll major a través d'una secció central bonica i tranquil·la. La part final, un altre cop en la bemoll major, porta a una coda amb la qual conclou la peça.
2) Vals en la menor, op. 34 núm. 2

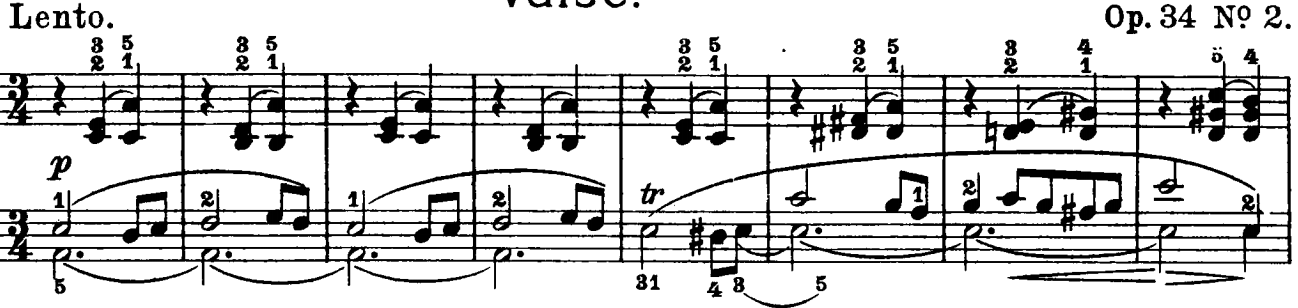

Aquest vals animat però lent està en la tonalitat de la menor. Tot i que va ser el primer a ser compost, fou el segon a ser publicat.
3) Vals en fa major, op. 34 núm. 3

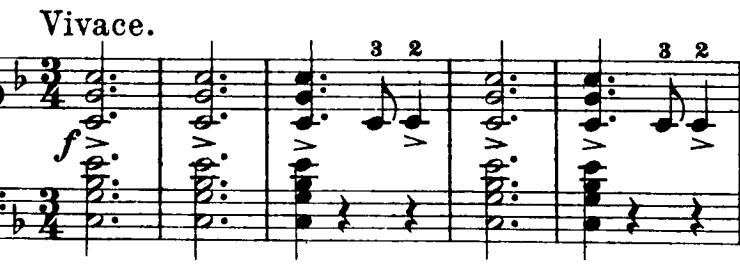

Va ser compost el 1838 i publicat el mateix any.